# Karangsono (Mranggen)
Karangsono is een bestuurslaag in het regentschap Demak van de provincie Midden-Java, Indonesië. Karangsono telt 5397 inwoners (volkstelling 2010).